# Gladiateurs de Rome
Les Gladiateurs de Rome (Gladiatori Roma) est un club italien de football américain basé à Rome. Ce club fut fondé en 1973.

## Palmarès
- Vice-champion d'Italie : 1993, 1995, 1996